# Эгисф
Эгисф (др.-греч. Αἴγισθος «сила козла») — в греческой мифологии был сыном Фиеста и его дочери Пелопии, двоюродным братом Агамемнона.

## Происхождение
Фиест считал, что он незаконно лишен Микенского трона своим братом, Атреем. Два брата постоянно боролись друг с другом за власть. Фиест соблазнил жену брата Аэропу, за что Атрей убил сыновей Фиеста, а из их мяса велел приготовить жаркое, которое подал на стол, пригласив Фиеста погостить. После того, как Фиест по незнанию ел мясо трупов собственных сыновей, он решил отомстить брату за его злодеяние и спросил оракула, как лучше всего это сделать. Оракул ответил, что дочь Фиеста — Пелопия должна родить от него сына, и этот сын убьет Атрея.
Пелопия родила Эгисфа от своего отца Фиеста, но она стыдилась этого кровосмесительного акта (по другой версии, она стыдилась того, что была изнасилована неизвестным), поэтому бросила сына, и тот был найден пастухами, которые выкормили мальчика козьим (эга) молоком. Позднее Атрей, не зная происхождения ребёнка, приютил Эгисфа и вырастил его как собственного сына.

## История
Когда Эгисф вырос, Атрей послал его убить собственного отца — Фиеста, но тот раскрыл юноше его истинное происхождение, рассказал, что он является Эгисфу дедом и отцом одновременно, и тогда Эгисф убил Атрея, когда тот совершал жертвоприношение на берегу. Эгисф с отцом захватили трон. Эгисф и Фиест совместно правили Микенами, сослав сыновей Атрея — Агамемнона и Менелая в Спарту, где царь Тиндарей выдал за братьев своих дочерей Клитемнестру и Елену.
Перед смертью Тиндарей отдал трон Менелаю, который помог Агамемнону свергнуть Эгисфа и Фиеста в Микенах. После того, как Агамемнон оставил Микены и ушел на Троянскую войну, Эгисф хотел совратить его жену, Клитемнестру. Но Агамемнон оставил с Клитемнестрой одного певца; пока певец присутствовал в покоях, Клитемнестра сопротивлялась Эгисфу. Тогда Эгисф отвез певца на пустынный остров, и Клитемнестра была совращена.
Зевс послал к Эгисфу Гермеса, чтобы тот не убивал Агамемнона. Однако, когда Агамемнон вернулся после десятилетней войны, Эгисф помог Клитемнестре убить Агамемнона (и Кассандру, которую он привез с собой). Все сообщники Эгисфа погибли, когда были убиты товарищи Агамемнона. Впоследствии Эгисф и Клитемнестра правили Микенами в течение семи лет. Восемь лет спустя сын Агамемнона Орест возвратился в Микены и убил Эгисфа. Похоронен в стороне от городской стены Микен.
Детьми Эгисфа были Алет и Эригона.

## В литературе
Эгисф — действующее лицо трагедий древнегреческих авторов Эсхила «Агамемнон» и «Хоэфоры», Софокла «Электра», Еврипида «Электра», римских авторов Ливия Андроника и Акция «Эгисф», Сенеки «Агамемнон».
Существовала некая комедия (Алексида?), в которой Орест и Эгисф уходили со сцены друзьями.